# Contea di Dagzê
Dagzê (达孜县S; 達孜縣T; Dázī XiànP) è una contea cinese della prefettura di Lhasa nella Regione Autonoma del Tibet. Il capoluogo è la città di Deqing. Nel 1999 la contea contava 25.445 abitanti per una superficie totale di 1361.38 km². La contea fu istituita nel 1959.

## Geografia fisica

### Territorio
La contea è localizzata nel centro-sud del Tibet, nella zona centrale del fiume Lhasa. La fauna è rappresentata da cervi di fiume, volpi, linci e mufloni.

### Clima
Dagzê gode di un clima monsonico tipico degli altopiani semiaridi della zona con un ampio range di temperatura diurne e con medie annue di 3065,3 ore di sole e 444 mm millimetri di precipitazioni. Sono comuni siccità, alluvioni, grandine, frane, emergenze dovute al gelo, infestazioni di insetti.

## Geografia antropica

### Centri abitati
- Deqing 德庆镇
- Tajie 塔杰乡
- Zhangduo 章多乡
- Tangga 唐嘎乡
- Xue 雪乡
- Bangdui 帮堆乡

## Economia
Dagzê è una contea prevalentemente agricola e le colture producono principalmente frumento invernale, frumento primaverile, orzo, colza, piselli, fagioli, ravanelli, patate. Sono allevati yak bovini, pecore, capre e maiali. Le risorse sono in gran parte rappresentate da cromo, rame, oro e altri minerali. Il prodotto interno lordo della contea nel 2003 ha raggiunto i 167,424 milioni di yuan, con un aumento del 16.84% rispetto all'anno precedente.